# 1932 en chimie
Cet article présente les faits marquants de l'année 1932 en chimie.

## Évènements
- Le physicien britannique James Chadwick découvre le neutron[1].
- Le chimiste américain Linus Pauling est le premier à décrire les propriétés de l'électronégativité comme un moyen de prédire le moment dipolaire d'un lien chimique[2].
- Le chimiste allemand Adolf Windaus réussit à isoler la vitamine antirachitique D2 par photolyse de l'ergostérol[3].
- 5 septembre : le physicien américain Linus Pauling introduit la notion d'électronégativité dans un article publié dans le Journal of the American Chemical Society[4].

## Prix
- Prix Nobel de chimie : Irving Langmuir pour ses découvertes et travaux dans le domaine de la chimie des surfaces[5],[6].
- ACS Award in Pure Chemistry : Oscar K. Rice[7]
- Prix Irving-Langmuir : Oscar K. Rice[8]
- Médaille Priestley : Charles L. Parsons[9],[10]
- Médaille Davy : Richard Willstätter pour ses recherches remarquables en chimie organique[11],[12].
- Médaille William-H.-Nichols : James B. Conant[13]

## Naissances
- 6 janvier : Stuart Rice, chimiste théoricien et physico-chimiste américain.
- 27 février[14] : Claude Lorius (mort en 2023), glaciologue français et médaille d'or du CNRS en 2002[15].
- 21 mars : Walter Gilbert, biochimiste et médecin, prix Nobel de chimie en 1980.
- 24 mars[16],[17] : Lodewijk van den Berg (mort en 2022), ingénieur chimiste et astronaute néerlando-américain.
- 26 avril : Michael Smith (mort en 2000), biochimiste canadien d'origine anglaise, prix Nobel de chimie en 1993.
- 18 juin : Dudley Robert Herschbach, chimiste américain, prix Nobel de chimie en 1986.
- 15 septembre : Neil Bartlett (mort en 2008), chimiste anglais.

## Décès
- 6 janvier : Antoine Villiers-Moriamé (né en 1854), chimiste français.
- 4 avril : Wilhelm Ostwald (né en 1853), chimiste germano-balte, prix Nobel de chimie en 1909[5],[18].
- 10 décembre : Eugen Bamberger (né en 1857), chimiste allemand.